# Préfecture de Hyōgo
La préfecture de Hyōgo (兵庫県, Hyōgo-ken) est une préfecture du Japon, située dans la région du Kansai et au centre-ouest de l'île de Honshū.
Elle s'étend également sur l'île naturelle d'Awaji et les îles artificielles de Rokkō et de l'île du Port. Sa ville principale est Kobe. Les autres centres urbains importants sont Himeji, Akashi et Amagasaki.

## Histoire
Avant l'instauration du système des préfectures en 1871, la préfecture de Hyōgo était occupée par les provinces de Harima, de Tajima, d'Awaji et par des parties des provinces de Tanba et Settsu.

## Géographie
Elle est entourée des préfectures d'Osaka, Kyoto, Tottori, Okayama et Tokushima. Le sud-est de la préfecture fait partie de la conurbation du Keihanshin.

## Municipalités

### Villes
Liste des vingt-neuf villes (市, shi) de la préfecture de Hyōgo.
| - Aioi - Akashi - Akō - Amagasaki - Asago - Ashiya - Awaji - Himeji - Itami - Kakogawa - Kasai - Katō - Kawanishi | - Kobe (capitale) - Chūō-ku - Higashinada-ku - Hyōgo-ku - Kita-ku - Nada-ku - Nagata-ku - Nishi-ku - Suma-ku - Tarumi-ku - Miki - Minamiawaji - Nishinomiya | - Nishiwaki - Ono - Sanda - Shisō - Sumoto - Takarazuka - Takasago - Tamba - Tamba-Sasayama - Tatsuno - Toyooka - Yabu |

### Districts
Liste des huit districts (郡, gun) de la préfecture de Hyōgo et de leurs douze bourgs (町, chō/machi). La préfecture ne comporte plus de village.
| - District d'Akō - Kamigōri - District d'Ibo - Taishi - District de Kako - Harima - Inami | - District de Kanzaki - Fukusaki - Ichikawa - Kamikawa - District de Kawabe - Inagawa | - District de Mikata - Kami - Shin'onsen - District de Sayō - Sayō - District de Taka - Taka |

## Jumelages
La préfecture de Hyogo est jumelée avec les municipalités ou régions suivantes :
- Hainan (Chine) depuis le 28 septembre 1990 ;
- Guangdong (Chine) depuis le 23 mars 1983 ;
- Australie-Occidentale (Australie) depuis le 23 juin 1981 ;
- Kraï de Khabarovsk (Russie) depuis le 18 avril 1969 ;
- Washington (État) (États-Unis) depuis le 22 octobre 1963 ;
- Parana (Brésil) depuis le 4 mai 1970 ;
- Palaos (Palaos) depuis le 16 août 1983.
- Département de l'Aveyron (France)
- Département de l'Indre-et-Loire (France)
- Département du Nord (France)
- Département de la Seine-et-Marne (France)